# Гринішак Олекса Матвійович
Оле́кса Матві́йович Гриніша́к (Лесь Гринішак, 13 березня 1895, Надвірна, Надвірнянський повіт, Станіславівський округ, Королівство Галіції та Лодомерії, Австро-Угорщина— 1923, ) — український диригент, співак, театральний і громадський діяч, вояк Українських січових стрільців, хорунжий УСС.

## Життєпис
Олекса Гринішак народився 13 березня 1895 року в м. Надвірна на вулиці Станіславівській (сучасна назва - Мазепи)  на Прикарпатті  у сім’ї Матвія Гринішака та Парасковії Костюк. Мав  молодших брата Миколу (працював соціатором (діловодом) в адвоката М.Николайчука, у  роки Другої світової війни воював у польському полку під командуванням Андернса)  та сестру Ганну  (у шлюбі Григораш) працювала вчителькою молодших класів у Надвірнянській восьмирічній школі)
Навчався у надвірнянській шестирічній народній школі для хлопців, закінчив гімназійні курси при бібліотеці «Просвіти». У 1905-1913 роках навчався і закінчив Українську гімназію у Станіславі. 
У 1914 році добровільно вступив до легіону УСС. З 1916 — у Пресовій кватирі УСС. Після створення Української Галицької Армії (УГА) засновано фронтовий театр, адміністратором якого призначили Олексу Гринішака, керівником трупи – Гната Юру, а завідувачем літературно-репертуарної частини –  Юрія Шкрумеляка. У 1919 році постали кілька стрілецьких хорів, духовий і струнний оркестри, котрі виступали перед стрільцями і місцевими жителями. Стрілецькі хори та оркестри під керівництвом Леся Гринішака і Михайла Гайворонського виступали у багатьох містах Галичини, Поділля і Наддніпрянщини, де проходили бойові рейди УГА. У лютому 1920р.  частина УГА перейшла до Червоної Армії. Разом із театром УГА до Наддніпрянської України перебрався і Лесь Гринішак. 
Після поразки національно-визвольних змагань у 1921 р. в Умані опинилися галичани із колишніх частин УГА і ЧУГА, які не змогли дістатися до Галичини. Лесь Гринішак переїхав у м. Черкаси, де організував театр. Подальша доля невідома. Можливо став жертвою «Великого терору» 1937-1938 рр.

## Особисте життя
Одружений на Катрі Пилипенко.

## Пам'ять
- Михайло Гайворонський у  1934 року написав музику до п'єси Дмитра Николишина «Синя квітка», присвятивши пам'яті Леся Гринішака.[3]

- 12 вересня 2014 року в м. Надвірна відбулось відкриття меморіальної дошки Леся Гринішака, яку встановлено на фронтоні будинку «Просвіти» на вулиці Мазепи, 36.
- За рішенням Надвірнянської міської ради було присвоєно звання «Почесний громадянин міста Надвірна».[4]